# Pusuke
Pusuke (Japão, 1º de abril de 1985 - Sakura, 5 de dezembro de 2011) foi um cachorro da raça shiba inu e o cachorro mais velho do mundo, registrado no "Livro dos Recordes" desde dezembro de 2010 até a sua morte, com 26 anos e 9 meses de idade.
Pusuke não conseguiu superar a marca do cachorro com a maior longevidade, pois faltou pouco mais de 3 anos para ultrapassar o pastor australiano Bluey que viveu entre 1910 e 1939, morrendo com 29 anos de idade.